# 꽃비
"꽃비"는 2010년에 개봉한 대한민국의 영화이다.

## 캐스팅
- 김두진 : 동일 역
- 육동일 : 도진 역
- 이승주 : 민구 역
- 한이빈 : 서연 역
- 윤성원
- 구성환
- 홍기준
- 강정현 : 재명 역
- 양소정 : 어린 서연 역
- 박원민 : 어린 도진 역